# San Giorgio di Piano
San Giorgio di Piano (San Żôrż in dialetto bolognese settentrionale) è un comune italiano di 9 665 abitanti della città metropolitana di Bologna in Emilia-Romagna. Fa parte dell'Unione Reno Galliera.

## Storia

### San Giorgio al Piano
Centro attivo già in epoca romana, come testimoniano numerosi ritrovamenti e la topografia di alcuni luoghi, nel Medioevo il "Castello di San Giorgio" compare citato con i nomi di "Selva tauriana" o "Massa tauriana" e "Saltus plano", bosco di pianura.
L'imperatore Ottone nel 947 lo cita come "Castello sancti Georgii": in epoche poco tranquille gli abitanti avevano scelto come protettore un santo guerriero.
Il luogo, già situato in posizione strategica per scambi commerciali, fu fortificato nel Trecento con opere imponenti di cui restano tracce ben conservate: nel 1388 venne fortificato tutto il castello.
Sotto il dominio pontificio fino al 1796, Comune in epoca napoleonica, vede un rinnovato dinamismo economico e sociale nell'Ottocento, caratterizzato da un'economia rurale che vede prevalenti la coltura della canapa e del grano.

### Le frazioni

#### Cinquanta
Cinquanta vanta origini antichissime. In questa località vennero ritrovati numerosi cippi in marmo risalenti al II secolo d.C., raffiguranti divinità. In questa località sorge l'antica Villa Zambeccari.
Durante la seconda guerra mondiale, nel periodo dell'occupazione tedesca e della Repubblica Sociale Italiana, nella frazione di Cinquanta la famiglia contadina dei Candini nascose e protesse dalla deportazione nella propria casa colonica i tre componenti della famiglia napoletana dei Cuomo, costretta alla clandestinità in quanto il capitano Vittorio Cuomo era renitente alla leva mentre la moglie e il figlioletto erano ebrei. Per questo loro impegno di solidarietà, il 14 giugno 1998, l'Istituto Yad Vashem di Gerusalemme ha conferito ai coniugi Pio e Gina Candini l'alta onorificenza dei Giusti tra le Nazioni.

#### Gherghenzano
A Gherghenzano Annibale I Bentivoglio sconfisse in una famosa battaglia l'esercito visconteo nel 1433. Il centro si sviluppò durante il Medioevo, periodo in cui venne costruita la Chiesa di San Geminiano. L'edificio venne tuttavia ricostruito nel 1729. Al suo interno è tuttora esposta una tela di Antonio Randa, allora allievo di Lucio Massari, al quale probabilmente era stata richiesta l'esecuzione dell'opera; il recente restauro eseguito da Maria dell'Amore, che ha eliminato incrostazioni e ridipinture, ha riportato il dipinto ad una corretta leggibilità e rivelato la firma dell'artista bolognese; il dipinto mostra la Madonna col Bambino e i Santi Geminiano, Francesco, Carlo e Ignazio di Loyola e si può datare al periodo 1622/1626.

#### Stiatico
La frazione di Stiatico dista 3,73 chilometri dal comune di San Giorgio di Piano, cui essa appartiene.
Il nome di questa frazione deriva da un fondo gentilizio romano chiamato "Hostiaticus". Nel centro della frazione si trova la chiesa di San Venanzio Martire; restaurata alla fine del Settecento, al suo interno è possibile ammirare una statua in gesso, opera del De Maria e raffigurante il Santo Patrono.
Lungo la via Stiatico, provenendo da San Giorgio di Piano, sorge Villa Garagnani. Questa è una villa di campagna del primo Settecento, proprietà dei Garagnani fin da allora. Durante le due guerre mondiali ha ospitato soldati tedeschi, la cui presenza ha segnato sia l'interno della villa sia il parco circostante, dove molti degli alberi secolari furono danneggiati e successivamente sostituiti.

## Monumenti e luoghi d'interesse

### Architetture religiose
- Chiesa di San Giorgio Martire, parrocchiale, antica pieve medievale dalla quale dipendevano ben 15 chiese. Venne ristrutturata e modificata nel XIX secolo, mentre il campanile risale al secolo precedente. L'interno è a tre navate e custodisce sull'altare maggiore il pregevole dipinto di Antonio Randa raffigurante la Madonna col Bambino che appare a San Giorgio e ai Santi Leonardo e Pancrazio, prima opera pubblica dell'artista, allora allievo di Guido Reni, databile intorno al 1611/1613. Interessante anche la copia del Battesimo di Gesù del Verrocchio, attribuita a Mario Roversi.
- Oratorio di San Giuseppe e della Natività della Madonna. Ha al suo interno una Sacra Famiglia della scuola del Guercino. Si trova nei pressi della demolita porta Bologna e venne eretto nel XVIII secolo.
- Chiesa di San Venanzio Martire, nella frazione di Stiatico, modificata nel XVIII secolo ma di origini molto più antiche, la quale custodisce una pregevole statua in gesso del Santo Patrono.

### Architetture civili
- Il "Torresotto", costruito nel 1391 per volontà del senato del libero comune di Bologna.
- Palazzo Colonna, costruito nel 1403.
- Palazzo Capuana, situato nei pressi della porta Ferrara (unica testimonianza rimasta del castello), costruito nel 1403 e ristrutturato nel 1913, conserva ancora gli antichi tratti.
- Villa Calzolari, settecentesca, conserva un notevole scalone di travertino.
- Villa Rossi, costruita nel XIX secolo, custodisce diverse opere d'arte e ha un pozzo ottagonale.
- Palazzo Cataldi: l'attrazione principale di questo edificio è lo scalone a forma di ferro di cavallo risalente al 700. Al palazzo è annesso un oratorio nel quale è affrescata una pregevole Annunciazione.

A San Giorgio di Piano sono inoltre presenti le due sedi dell'Archivio storico della Regione Emilia-Romagna.

## Società

### Evoluzione demografica
Abitanti censiti

## Cultura

### Corso dei Fiori
A San Giorgio di Piano, i primi di giugno, si svolge il tradizionale Corso dei Fiori, festa folkloristica che riprende lo stile del carnevale, in quanto vede girare per le vie del paese carri e persone in maschera, ma con la particolarità del cosiddetto "gettito di fiori".

### (Piccolo) Festival della Divulgazione
Dal 2022 San Giorgio di Piano e i Comuni dell'Unione Reno Galliera ospitano il (Piccolo) Festival della Divulgazione, una rassegna di attività e incontri sul tema della diffusione della cultura scientifica, storica, artistica e musicale, allo scopo di contrastare la superficialità dei contenuti e combattere la diffusione di informazioni distorte, con la partecipazione di ospiti locali e nazionali.

## Infrastrutture e trasporti

### Strade
San Giorgio di Piano dista 10km dall'autostrada A13 Bologna-Padova

### Ferrovie
San Giorgio di Piano è servito da una stazione della linea Padova-Bologna, la stazione è servita da treni regionali che la collegano con Bologna e Ferrara.

## Amministrazione
- Classificazione climatica: zona E, 2332 GR/G

Di seguito è presentata una tabella relativa alle amministrazioni che si sono succedute in questo comune.
| Periodo         | Periodo         | Primo cittadino   | Partito         | Carica  | Note  |
| --------------- | --------------- | ----------------- | --------------- | ------- | ----- |
| 17 luglio 1985  | 18 luglio 1990  | Angelo Rondina    | PCI             | Sindaco | [ 7 ] |
| 18 luglio 1990  | 15 gennaio 1992 | Angelo Rondina    | PCI, PDS        | Sindaco | [ 7 ] |
| 15 gennaio 1992 | 24 aprile 1995  | Valerio Benuzzi   | PDS             | Sindaco | [ 7 ] |
| 24 aprile 1995  | 14 giugno 1999  | Valerio Benuzzi   | PDS             | Sindaco | [ 7 ] |
| 14 giugno 1999  | 14 giugno 2004  | Valerio Benuzzi   | centro-sinistra | Sindaco | [ 7 ] |
| 14 giugno 2004  | 8 giugno 2009   | Valerio Gualandi  | centro-sinistra | Sindaco | [ 7 ] |
| 8 giugno 2009   | 26 maggio 2014  | Valerio Gualandi  | centro-sinistra | Sindaco | [ 7 ] |
| 26 maggio 2014  | 27 maggio 2019  | Paolo Crescimbeni | centro-sinistra | Sindaco | [ 7 ] |
| 27 maggio 2019  | In carica       | Paolo Crescimbeni | centro-sinistra | Sindaco | [ 7 ] |

## Sport
Nella frazione di Stiatico è presente una società calcistica dilettantistica, lo Stiatico Calcio 97, fondata nel 2018.